# Rhyacionia pinicolana
Rhyacionia pinicolana là một loài bướm đêm thuộc họ Tortricidae. Nó được tìm thấy ở miền bắc và central châu Âu to miền đông Nga và Hàn Quốc.
Sải cánh dài 16–23 mm. Con trưởng thành bay từ giữa tháng 7 to the end of tháng 8.
Ấu trùng ăn Pinus sylvestris, Pinus halepensis và Pinus nigra var. nigra. 

## Hình ảnh

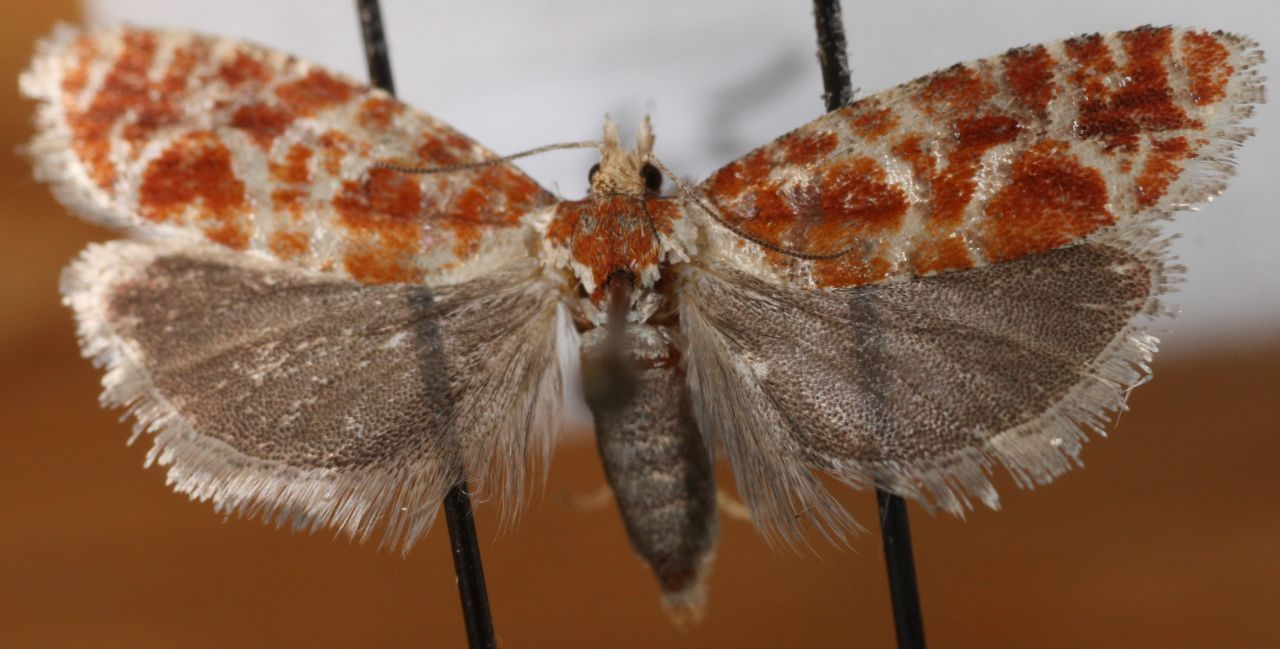
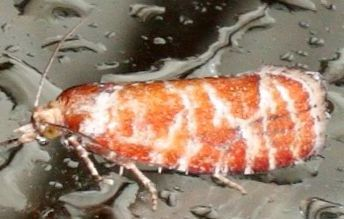